# Marafkó László
Marafkó László (Győr, 1944. július 14. –) magyar író, újságíró, szerkesztő, főiskolai oktató.

## Élete
Az általános iskolát, majd a gépipari technikumot szülővárosában végezte. 1962 és 67 között az ELTE magyar–orosz szakán tanult és négy évig Eötvös-kollégista volt. 1967-ben dokumentátor a Győri Rába Vagon- és Gépgyárban. 1968-ban a Pécsi Tanárképző Főiskola irodalmi tanszékének szerződéses tanársegéde. 1969–1972 között a Dunántúli Napló munkatársa. 1972 nyarán, a Központi Sajtószolgálat különtudósítója a háború sújtotta Észak-Vietnamban. 1972–1975 az újonnan alapított Universitas című pécsi összegyetemi hetilap felelős szerkesztője. Főállásai mellett 1968–1975 között a Jelenkor szerkesztőbizottsági tagja. 1975–77 a Magyar Ifjúság munkatársa, 1977–1981 a Világ Ifjúsága olvasószerkesztője. 1978 végén riportúton jár az egyesült Vietnamban, a Kínával kirobbant konfliktus idején az ország északi és a déli, Kambodzsával határos hadműveleti területein. 1981–2000 között a Magyar Nemzetnél kezdetben a kulturális rovat vezetőhelyettese, majd olvasószerkesztő, 1990-ben főszerkesztő-helyettes, azután ügyvezető szerkesztő, végül szerkesztő. A lapnak a Napi Magyarországgal történt összevonásakor elbocsátják. Könyvraktári munka, majd kiadói szerkesztés után 2001–2005 között nyugdíjba vonulásáig olvasószerkesztő a Heti Válasznál. Főállása mellett, majd néhány évig nyugdíjasként is lapszerkesztést oktatott a Budapesti Kommunikációs Főiskolán.

## Írói pályája
Első versei és írásai 1961-ben jelentek meg egy megyei lapban. Később szinte valamennyi irodalmi folyóiratban, jelentősebb lapban publikált, több antológiában szerepelt, országos irodalmi pályázatokon nyert díjakat. 
Több kisregénye (Az árulás, A balek) szól a hatvanas években felnőtté váló nemzedék kényszereiről. Mélyen foglalkoztatja a kelet-közép-európai értelmiség zsákutcás sorsa (a Martinovicsról szóló Az idegen, majd A robbantó és az Időprés című kisregény). Nyelvileg érzékletes, filozofikus munkája a Feljegyzések senkinek. A rendszerváltozásról nyújt szatirikus képet a Kukkoló, összegző jellegű könyve a Búcsúregény. Az Egyszervoltak novellái húsz termését fogják össze, kormetszetszerűen. A Dávid és Góliátok egy merénylő társadalmi motivációjú lélekrajza, így témájában visszautal a pártállam legvégén játszódó A robbantó című kisregényre. A publicisztikát, riportot és az esszét is irodalmi igénnyel műveli. A világ jelentős szellemi embereinek kárpát-medencei nyomait kutató sorozatai (Magyar Nemzet, majd Népszabadság, kötetben: Helyben a világ, Múltidőző) alapján készült rövid dokumentumfilmeket a köztévé sugározta.
A Lapzárka írásai a szerző irodalmárrá válásán kívül a különböző redakciókban, jellemző szituációkban szerzett szerkesztői tapasztalatait örökítik meg.

## Művei
- Készülődések ideje (1975, antológia, szerk.)
- Gazdasági vezetők (1978, riportok Szántó Péterrel közösen)
- Irodalmi séták (1985, esszériportok)
- Kulcs a bőrszíjon (1988, ifjúsági regény)
- A balek (1989, két kisregény)
- Az árulás (1989, kisregények és novellák)
- Az utókor inspektora (1991, tárcák, interjúk)
- Helyben a világ (1994, kultúrtörténeti topográfia)
- Időprés (1995, kisregény és novellák)
- Szerelmes játékok (1996, ifjúsági regény)
- Futamok életre-halálra (1998, aforizmák)
- Feljegyzések senkinek (1999, naplóesszé)
- Tigrismentők (2002, ifjúsági regény)
- Kukkoló (2004, kisregény)
- Előkor (2004, esszék, interjúk)
- Múltidőző (2005, kultúrtörténeti topográfia)
- Búcsúregény (2006, kisregény)
- Litera-túra (2007, cikkek, interjúk)
- Észsömör (aforizmák, szójátékok, 2008)
- Egyszervoltak (novellák, 2010)
- Dávid és Góliátok (zsebregény, 2012)
- Lapzárka (Szerkesztői emlékek a Kádár-korszakból, 2013)
- Holnapoló (válogatott versek, 2014)
- Égforduló (regény, 2015)
- A többi néma csont (szociokrimi, 2016)
- Bennkint (visszaemlékezés, 2019)
- Ágyékkötény (novellák, 2020)
- Végek (színművek, 2021)
- Írás a tűzfalon - Pincétől a Parnasszusig (tárcák, esszék, emlékezések, 2023)

## Díjai
- Eötvös József Alapítvány ösztöndíja (1990)
- Bertha Bulcsu-emlékdíj (2004)